# Belgio ai Giochi della XIV Olimpiade
Il Belgio partecipò ai Giochi della XIV Olimpiade, svoltisi a Londra, dal 20 luglio al 14 agosto 1948,  
con una delegazione di 152 atleti, di cui 20 donne, impegnati in 17 discipline,
aggiudicandosi 2 medaglie d'oro, 2 medaglie d'argento e 3 medaglie di bronzo.

## Medagliere

### Per discipline
| Sport            | Oro | Argento | Bronzo | Totale |
| ---------------- | --- | ------- | ------ | ------ |
| Ciclismo         | 1   | 1       | 1      | 3      |
| Atletica leggera | 1   | 0       | 1      | 2      |
| Pugilato         | 0   | 1       | 0      | 1      |
| Scherma          | 0   | 0       | 1      | 1      |
| Totale           | 2   | 2       | 3      | 7      |

### Medaglie
| Medaglia | Atleta                                                                                            | Sport            | Evento                      |
| -------- | ------------------------------------------------------------------------------------------------- | ---------------- | --------------------------- |
| Oro      | Gaston Reiff                                                                                      | Atletica leggera | 5000 metri piani            |
| Oro      | Lode Wouters Léon De Lathouwer Eugène Van Roosbroeck                                              | Ciclismo         | Corsa a squadre             |
| Argento  | Pierre Nihant                                                                                     | Ciclismo         | Chilometro da fermo         |
| Argento  | Jos Vissers                                                                                       | Pugilato         | Pesi leggeri                |
| Bronzo   | Étienne Gailly                                                                                    | Atletica leggera | Maratona                    |
| Bronzo   | Lode Wouters                                                                                      | Ciclismo         | Corsa in linea              |
| Bronzo   | Georges de Bourguignon Henri Paternóster Édouard Yves Raymond Bru André De Vorsselaer Paul Valcke | Scherma          | Fioretto a squadre maschile |

## Risultati

### Pallacanestro
| Atleta | Classifica |
| --- | ---------- |
| V · D · M Nazionale belga - Pallacanestro ai Giochi della XIV Olimpiade 3 Van Wambeke · 4 Steurbaut · 5 Meuris · 6 Baert · 7 Hermans · 8 Kets · 9 Coosemans · 10 A. Hollanders · 11 H. Hollanders · 12 Bernaer · 13 Van De Goor · 14 De Pauw · 15 Poppe · 16 Lampo · All. Raymond Briot | 11°        |
| Nazionale belga - Pallacanestro ai Giochi della XIV Olimpiade |            |
| 3 Van Wambeke · 4 Steurbaut · 5 Meuris · 6 Baert · 7 Hermans · 8 Kets · 9 Coosemans · 10 A. Hollanders · 11 H. Hollanders · 12 Bernaer · 13 Van De Goor · 14 De Pauw · 15 Poppe · 16 Lampo · All. Raymond Briot                                                                         |            |

### Pallanuoto
| Atleta | Classifica |                   |
| --- | --- | ----------------- |
| V · D · M Nazionale maschile belga di pallanuoto · Giochi olimpici - Londra 1948 De Smet • De Pauw • Leenheere • D'Hooge • Rigaumont • Isselé • Simons • Martin • Maesschalck • Pepermans • Vlerick · CT : - | 4° |                   |
| Nazionale maschile belga di pallanuoto · Giochi olimpici - Londra 1948 | |                   |
| De Smet • De Pauw • Leenheere • D'Hooge • Rigaumont • Isselé • Simons • Martin • Maesschalck • Pepermans • Vlerick · CT: -                                                                                   | De Smet • De Pauw • Leenheere • D'Hooge • Rigaumont • Isselé • Simons • Martin • Maesschalck • Pepermans • Vlerick · CT: - | Belgio (bandiera) |